# La Habra Heights
La Habra Heights è una città della Contea di Los Angeles, in California (Stati Uniti).